# Epiplema falcigera
Epiplema falcigera är en fjärilsart som beskrevs av W. Warren 1908. Epiplema falcigera ingår i släktet Epiplema och familjen Uraniidae. Inga underarter finns listade i Catalogue of Life.